# 云松站
雲松站（韓語：운송역）是朝鮮民主主義人民共和國慈江道前川郡云松劳动者区的一個鐵路車站，属于满浦线。

## 历史
- 1936年12月1日，开通使用。

## 邻近车站
满浦线
雲里站 - 雲松站 - 前川站